# Tony Stokes
Anthony Ronald „Tony“ Stokes (London, 1987. január 7. –) angol labdarúgó. A 2009–10-es szezonban kölcsönben játszott az Újpestnél.

## Pályafutása
Stokes a West Ham akadémiáján nevelkedett. A középpályás 18 évesen mutatkozott be a nagy csapatban 2005 szeptemberében. Tomáš Řepka helyére állt be a Sheffield Wednesday elleni angol labdarúgó-ligakupa meccsen.
A 2005–06-os szezonban Stokest kölcsönadták az angol 5. ligába a Rushden & Diamonds FC csapatához, ahol 19 mérkőzésen kapott szerepet. A következő szezonban csatlakozott az angol 3. osztályban játszó Brighton & Hove Albion FC csapatához egy hónapig kölcsönbe (2006 augusztusában), ami később kiegészült még egy hónappal. Ezután Stokes visszatért a West Ham csapatába, mivel eddigi csapatából kiszorult. 7 mérkőzésen szerepelt a Brighton & Hove Albion-ban. Stokes csatlakozott a Stevenage Borough csapatához két hónapra kölcsönbe 2007 novemberében. Itt lőtte első gólját egy 3-1-es  győzelem során a Salisbury ellen 2007 decemberében. Őt nevezték ki a West Ham tartalékcsapat ("B" csapat) kapitányának, miután a korábbi kapitány Jack Collison felkerült az első csapathoz a 2008–09-es szezonban.
2009. február 19-én Stokes átigazolt az Újpesthez kölcsönbe a 2008–09-es szezon végéig. Az NB 1-ben, az Újpestben 2009. március 7-én mutatkozott be egy 2-0-s győzelemmel a Siófok ellen. 2009 júniusában végleg átigazolt az Újpest FC-be. Szerződése 2012 júniusáig szólt, de előbb távozott a klubtól.

## Fordítás
- Ez a szócikk részben vagy egészben  a   Tony Stokes című angol Wikipédia-szócikk fordításán alapul.  Az eredeti cikk szerkesztőit annak laptörténete sorolja fel. Ez a jelzés csupán a megfogalmazás eredetét és a szerzői jogokat jelzi, nem szolgál a cikkben szereplő információk forrásmegjelöléseként.